# Franco Menichelli
Franco Menichelli   (Roma, 3 d'agost de 1941) és un gimnata artístic italià, ja retirat, guanyador de cinc medalles olímpiques. És germà del jugador de futbol Giampaolo Menichelli.

## Carrera esportiva
Va participar, als 19 anys, als Jocs Olímpics d'Estiu de 1960 realitzats a Roma (Itàlia), on va aconseguir guanyar la medalla de bronze en el concurs complet (per equips) i en l'exercici de terra, quedant per darrere del japonès Nobuyuki Aihara i del soviètic Iuri Titov. Així mateix finalitzà desè en la prova del concurs complet (individual) com a resultat més destacat.
En els Jocs Olímpics d'Estiu de 1964 realitzats a Tòquio (Japó) va aconseguir guanyar la medalla d'or en la prova d'exercici de terra, la medalla de plata en la prova d'anelles i la medalla de bronze en la prova de barres paral·leles. Així mateix finalitzà quart en el concurs complet (per equips) i cinquè en el concurs complet (individual), com a resultats més destacats, guanyant sengles diplomes olímpics.
Va participar en els Jocs Olímpics d'Estiu de 1968 celebrats a Ciutat de Mèxic (Mèxic), si bé en la competició de l'exercici de terra es trencà el tendó d'Aquil·les, cosa que impedí la seva participació en la competició.
Al llarg de la seva carrera ha guanyat tres medalles en el Campionat del Món de gimnàstica artística, totes elles de bronze, i catorze medalles en el Campionat d'Europa de gimnàstica artística, sis d'elles d'or. També guanyà tretze medalles als Jocs del Mediterrani, entre elles set medalles d'or.
Entre el 1973 i el 1979 fou entrenador de l'equip nacional de gimnàstica El 2003 fou inclòs a l'International Gymnastics Hall of Fame.